# 靈岩寺石牌坊
靈岩寺石牌坊位於四川省樂山市峨眉山市，文物遺址年代判定為明代。2007年6月1日公佈為四川省第七批文物保護單位。